# Teufelsstein (Pließkowitz)

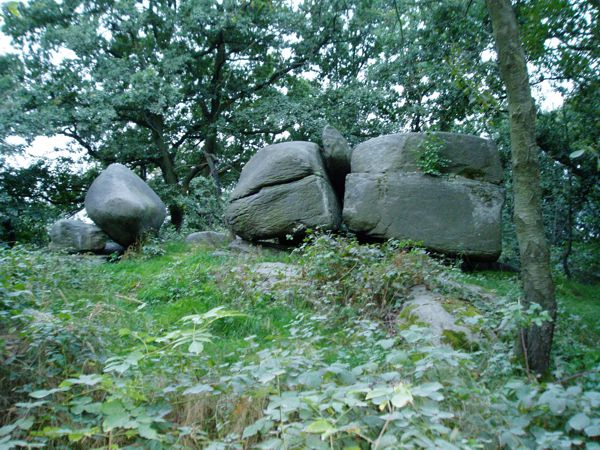
Teufelsstein von Pließkowitz Ostansicht

Der Teufelsstein, obersorbisch Čertowy kamjeń, ist ein Granitfelsen im ostsächsischen Landkreis Bautzen. Er befindet sich auf einer kleinen Anhöhe auf etwa 175 m ü. NN in der Nachbarschaft eines Steinbruchs an der Verbindungsstraße zwischen den Orten Pließkowitz und Kleinbautzen. Etwa 1,5 km südwestlich befinden sich die Kreckwitzer Höhen.
Die Gegend gilt aufgrund zahlreicher archäologischer Funde als Siedlungsgebiet sowohl der Lausitzer Kultur als auch der Milzener, Vorfahren der heutigen Sorben.
Mit dem Felsen verbinden sich zudem verschiedene Sagen. Eine Sage bezeichnet den Felsen als „Sitzplatz des Teufels“.

## Geschichte
1690 sprach Magister Martin Grünwald, Konrektor des Bautzener Gymnasiums von Resten heidnischer Altäre, die sich an verschiedenen Orten um Bautzen noch befinden und von dem Gott „Czorneboh“ (Schwarzer Gott/Teufel), den man hier auch einst verehrt haben soll. Sehr wahrscheinlich erhielt der aus Leipzig stammende Grünewald seine Erkenntnisse aus dem Haus der sorbisch stämmigen Heimatforscher und Volkskundler, Pfarrer Michael Frenzel und seinem Sohn Abraham Frencel, bei denen er häufig zu Gast war.
Pastor Pannach (Ponich) aus Malschwitz bezeichnete den Teufelsstein von Pließkowitz 1797 als einen „Altar der Abgötterei“ und stellte fest, dass der Felsen Merkmale absichtlicher Veränderungen besaß. Konkret vermutete er, dass die heute senkrecht in der zentralen Felskluft steckende Felsplatte zusammen mit der zweiten, auf dem Erdboden liegenden Platte das „Altarblatt scheinet aufgemacht zu haben“. 

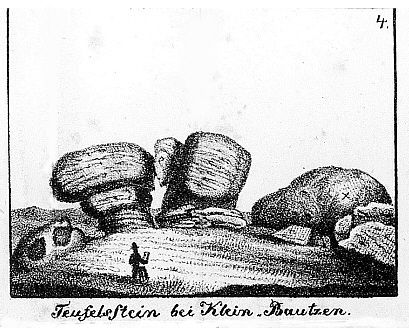
Teufelsstein von Pließkowitz/Kleinbautzen, gezeichnet von Karl Benjamin Preusker 1844

Karl Benjamin Preusker (1786–1871) vertrat die Ansicht, dass legendenumwobene Felsen der Oberlausitz in prähistorischer Zeit als heidnische Opferaltäre und Göttertempel für einen Sonnenkult dienten und ähnlich bedeutsam waren wie Stonehenge in England. Zu diesen heidnischen Opferaltären zählte er auch den Teufelsstein von Pließkowitz und zeichnete ihn.
Ausgrabungen durch Prof. Richard Needon von der Gesellschaft für Anthropologie und Urgeschichte der Oberlausitz brachten unmittelbar am Felsen neben einer Reihe Keramikscherben und steinzeitlichen Artefakten auch die Erkenntnis, dass der Felsen durch menschlichen Einfluss verändert wurde: „Während man von der noch oben liegenden, mit den Becken versehenen Platte, als gewiss annehmen darf, dass sie früher eine andere Lage gehabt hat, d. h. quer auf den beiden Felsblöcken lag, so dass darunter ein Tor bestand“. Man klassifizierte den Teufelsstein als ein „megalithisches (dolmenartiges) Denkmal einer sehr alten Zeit (Steinzeit)“.

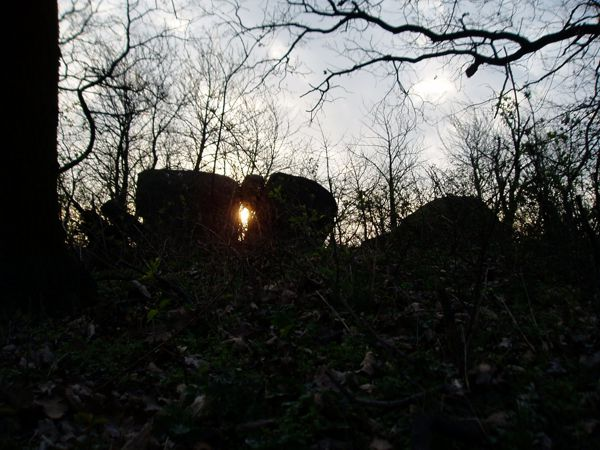
Tagundnachtgleiche (Frühling/Herbst) Sonnenaufgang 2007

 Im Jahr 2007 untersuchten Heimatforscher aus Sohland den Felsen auf seine Eignung für kalendarische Sonnenbeobachtungen. Es zeigte sich, dass die zentrale Felskluft die Beobachtung der Tagundnachtgleiche (Frühlings- und Herbstbeginn) bei Sonnenauf- und Untergang gestattet und die dolmenartige Steinformation im Süden auf die Sonnenwenden Sonnenauf- und -untergang eingestellt ist. Das Funktionsschema gleicht dem weiterer untersuchter Felsen der Oberlausitz und ist identisch mit dem der Himmelsscheibe von Nebra, Stonehenge und der Kreisgrabenanlage von Goseck. 2008 gründete die Volks- und Schulsternwarte „Bruno-H.-Bürgel“ in Sohland/Spree für die Erforschung des Sonnenphänomens die Fachgruppe Archäoastronomie. Das archäoastronomische Forschungsprojekt erhielt die Bezeichnung „Projekt- Götterhand“ und die Felsobjekte, welche das kalendarische Sonnenbeobachtungsphänomen aufweisen werden als „Sonnenheiligtümer der Oberlausitz“ angesprochen.

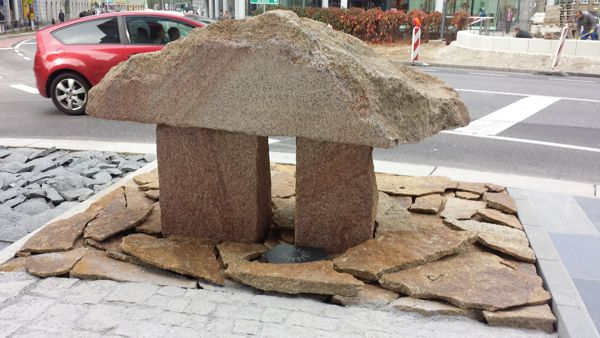
Das Sonnentor von Bautzen. Durch das Tor scheint die Sonne im warmen Halbjahr auf dem Weg vom Frühling bis zur Sommersonnenwende und zurück bis zum Herbst.

2014 wurde im Zentrum von Bautzen ein Granitmonument errichtet, welches das Sonnenbeobachtungsschema des Teufelssteins von Pließkowitz nachvollzieht.

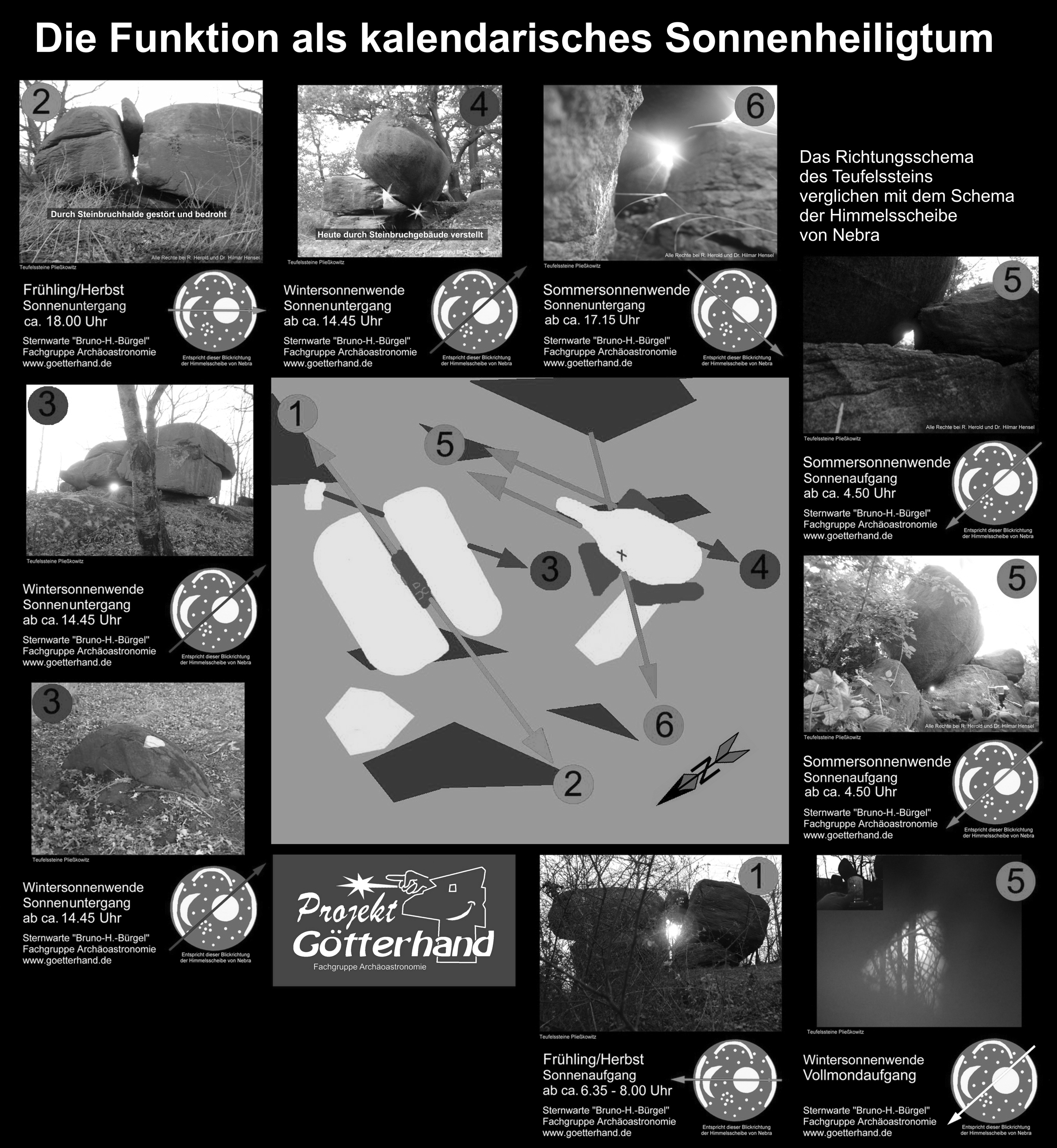
Teufelsstein Pließkowitz, Sonnenbeobachtungsschema, Funktion als Sonnenheiligtum, Fachgruppe Archäoastronomie

Am 1. Februar 2016 lautete der Titel eines Vortrages an der staatlichen Studienakademie Bautzen: „Der Teufelsstein von Pließkowitz - das Stonehenge vor den Toren der Stadt Bautzen?!“
In diesem Vortrag erläuterte die Fachgruppe Archäoastronomie der Sternwarte Sohland die mutmaßlichen menschlichen Einflüsse auf den Felsen. Passformen an einzelnen Felsblöcken wurden als Zimmermannstechnik gedeutet, wie sie auch bei der Errichtung von Stonehenge Anwendung fanden. Daraus zog man den Schluss, dass der natürliche Felsen in Teilen für kalenderastronomische Beobachtungen verändert wurde und der Teufelsstein tatsächlich ein Vorläufer von Stonehenge sein könnte.
2017 gründete sich eine Bürgerinitiative gegen den Ausbau des Steinbruchs in der unmittelbaren Nachbarschaft des Teufelssteins. Unter anderem sahen die Anwohner die kalendarischen Beobachtungsmöglichkeiten am Teufelsstein durch das Aufschütten einer Halde bedroht und die Gefahr, dass ein ca. 70 t schwerer, stark überhängende Felsblock durch Sprengerschütterungen abkippen könnte. 2018 sicherte der Steinbruchbetreiber in Abstimmung mit der Umweltbehörde den Felsen gegen Einsturz. Das Sächsische Oberbergamt legte im gleichen Jahr eine Planänderung fest, welche die kalendarische Sicht zur Sonne im zentralen Felsentor durch ein Absenken der Halde auch für die Zukunft gewährleisten soll.
Verschiedene Veranstaltungen der Bürgerinitiative am Teufelsstein führten im Frühjahr 2018 dazu, dass der Steinbruchbetreiber Schilder mit der Aufschrift „Betreten verboten“ anbrachte. Diese ließ jedoch die Gemeindeverwaltung Malschwitz unter Hinweis auf das Waldgesetz, wonach dieser zum Zweck der Erholung betreten werden darf, entfernen.
2023 überprüfte die Fachgruppe Archäoastronomie der Sternwarte Sohland/Spree die Überlegung Karl Richard Needons von 1903, dass es sich bei der senkrecht eingeklemmten Steinplatte mit den legendären „Sitzeindrücken des Teufels“ um eine ehemalige Brücke (Sturz) handeln könnte, die einmal quer über dem Felsspalt lag und ein Tor bildete.
Eine im Januar 2023 zur Überprüfung angefertigte Schablone und ein im April 2023 angefertigter Gipsabguss bewies die Passgenauigkeit der eingeklemmten Steinplatte zu einer Einsenkung die als Auflager für das Tor auf einer zweiten, heute am Erdboden liegenden ehemaligen Deckplatte diente. Die eingeklemmte Steinplatte besitzt zudem eine zapfenartige Auswölbung, welche die Breite der Felskluft aufweist.
Der Felsen dürfte damit als ein in Teilen vom Menschen umgestaltetes, megalithisches Bauwerk mit Zapfentechnologie (Zimmermannstechnik) zu bezeichnen sein, ähnlich der Zapfentechnologie von Stonehenge.
Am 8. November 2024 begannen Studenten der Hochschule für Technik und Wirtschaft Dresden im Auftrag des Landesamtes für Archäologie Sachsen mit dem Laserscanning des Teufelssteins von Pließkowitz/Kleinbautzen. Die Zielsetzung lautete, die Lage der Steine im Hinblick auf die Vermutung einer einstigen Torkonstruktion und die Funktion der Sichtöffnungen im Hinblick auf kalenderastronomische Sonnenbeobachtungen digital überprüfen zu können. Die Digitalisierung ist auch die Voraussetzung für eine ins Auge gefasste rekonstruieren des einstigen megalithischen Tores.

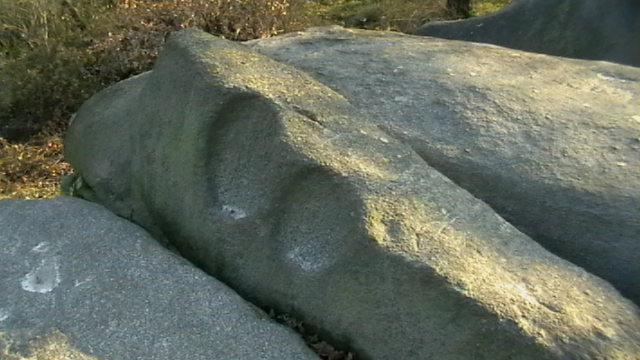
Teufelsstein Pließkowitz mit Teufelssitz (Arschbacken) in heute senkrecht eingeklemmter Steinplatte
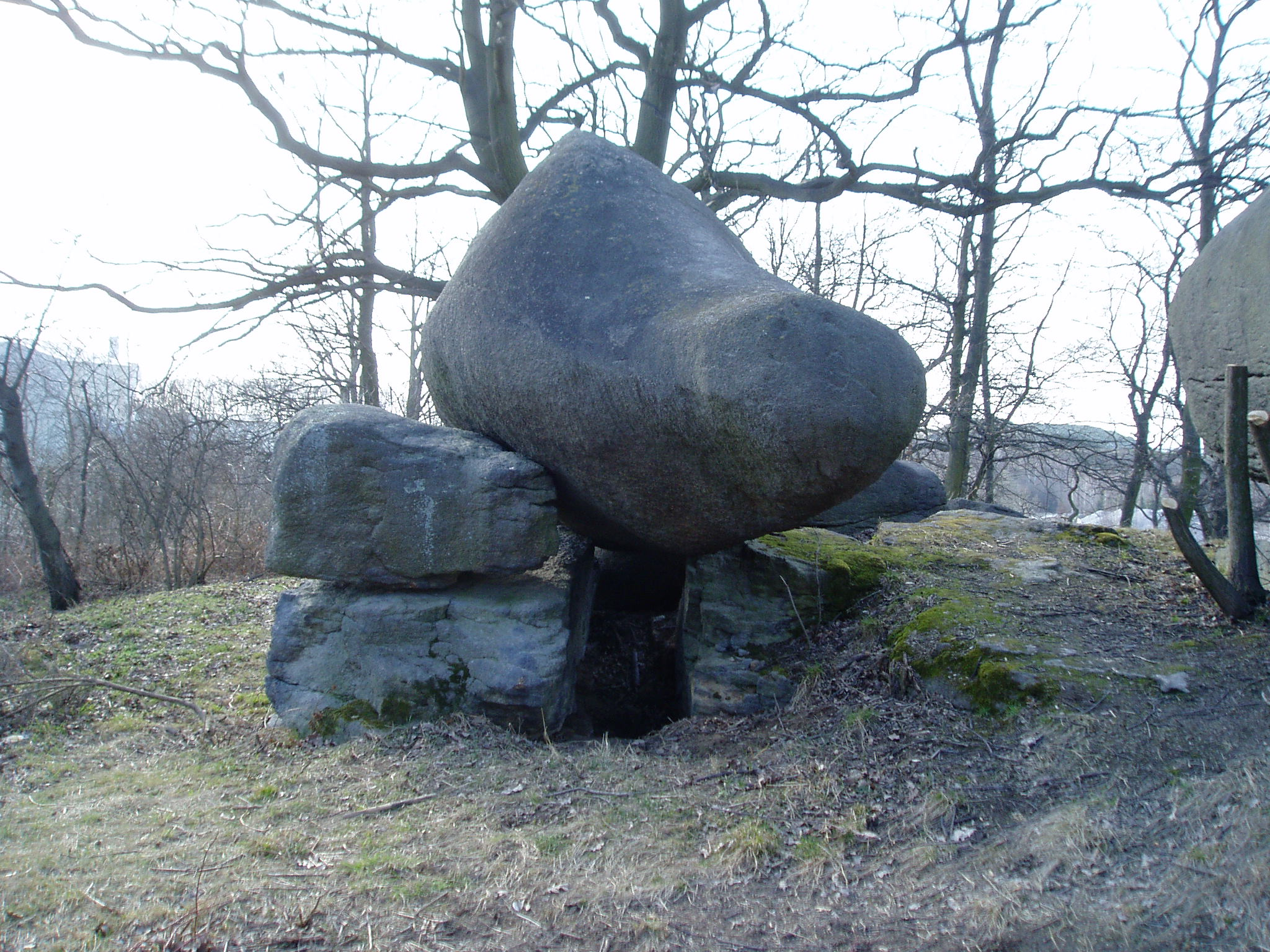
Teufelsstein Pließkowitz mit südlicher dolmenartiger Steinstruktur